# Michel Gondry
Michel Gondry (* 8. května 1963, Versailles) je francouzský režisér a scenárista. Je rovněž znám jako hudebník a autor komiksů.

## Filmová kariéra
V roce 1998 vydal krátkometrážní film La Lettre. O tři roky později vychází jeho první celovečerní film, a to Slez ze stromu s Patricií Arquette, Rhysem Ifansem a Timem Robbinsem podle scénáře od Charlieho Kaufmana. Jedná se o filozofickou pohádku a pojednává také o nešťastném lidském údělu tváří tvář k sexualitě. Po komerčním neúspěchu se Gondry zabýval „konstruktivní sebekritikou“, aby se pokusil poučit ze svých chyb.
V roce 2004 režíruje film Věčný svit neposkvrněné mysli v hlavních rolích s Jimem Carreym a Kate Winslet stále se scénářem Charlieho Kaufmana a tentokrát s myšlenkou umělce Pierra Bismutha. Film získal Oscara za nejlepší původní scénář. Kvůli filmu Nauka o snech, který vyšel v srpnu 2006, se vrací do Francie, protože film je ve francouzštině i angličtině s francouzskými herci jako Charlotte Gainsbourg, Alain Chabat, Miou-Miou a Emma de Caunes. K tomuto filmu Gondry napsal pouze scénář.
V roce 2008 vydal dva filmy, a to komedii Prosíme přetočte s Jackem Blackem a Mosem Defem a krátkometrážní film Tokyo!. V roce 2011 si vyzkoušel režii blockbusteru se Zeleným sršněm, adaptací seriálu z roku 1960. Ve filmu hlavní role ztvárnili Seth Rogen (současně i scenárista filmu), Jay Chou, Cameron Diaz a Christoph Waltz.
V roce 2012 představil na filmovém festivalu v Cannes svůj film Poslední školní autobus a ve stejný rok natočil Pěnu dní, tedy filmovou adaptaci stejnojmenné knihy od Borise Viana, v hlavních rolích s Omarem Sy, Audrey Tautou a Romainem Durisem.

## Filmografie

### Filmy

#### Celovečerní filmy
- 2001: Slez ze stromu

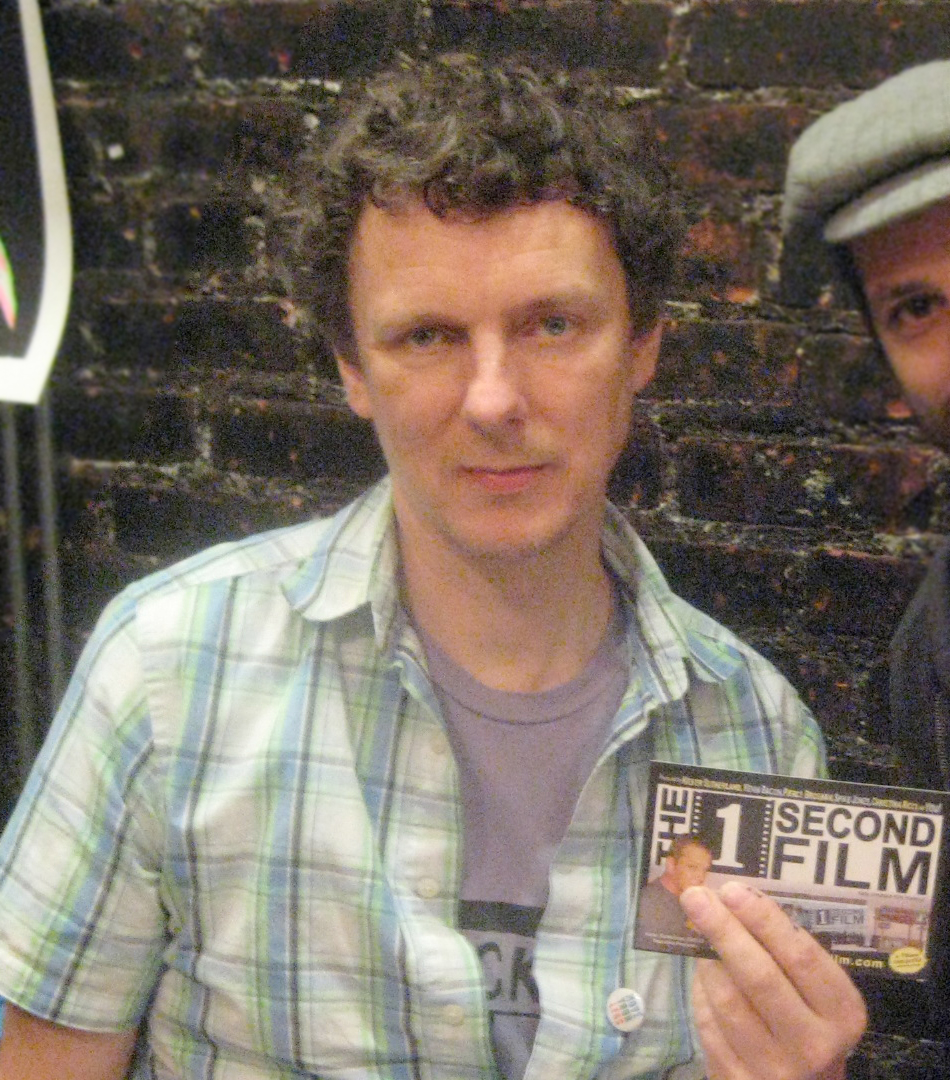
Michel Gondry v roce 2008

- 2004: Věčný svit neposkvrněné mysli
- 2006: Nauka o snech
- 2006: Block Party
- 2007: Prosíme přetočte
- 2010: Trn v srdci
- 2011: Zelený sršeň
- 2012: Poslední školní autobus
- 2013: Pěna dní
- 2014: Je muž, který je vysoký, šťastný?
- 2015: Mikrob a Gasoil

#### Krátkometrážní filmy
- 1998: La Lettre
- 2003: Pecan Pie (s Éric et Ramzy a Jimem Carreym)
- 2008: Tokio! (segment Interior Design, který spolu s ním vytvořili Bong Joon-ho a Leos Carax)
- 2010: My New New York diary (dokument ohledně Julie Doucet a jejího díla)

##### Filmové projekty
- The Return of the Ice Kids (s Ellen Page)
- Megalomania (animovaný film, který dělal s Paulem Gondrym, se scénářem od Daniela Clowese)
- celovečerní 3D film s Björk
- Tales from the Hanging Head (kolektivní práce)
- Ubik (filmová adaptace sci-fi novely Ubik od Phillipa K. Dicka)

### Videoklipy
- Go - The Chemical Brothers (2015)
- Love Letters - Metronomy (2014)
- Crystalline - Björk (2011)
- How Are You Doing? - The Living Sisters (2011)
- Too Many Dicks on the Dancefloor a Carol Brown - Flight of the Conchords (2009)
- Soleil du Soir - Dick Annegarn (2008)
- Declare Independence - Björk (2007)
- Dance Tonight - Paul McCartney (2007)
- Cellphone's Dead - Beck (2006)
- Anysound - The Vines (2006)
- King of the Game - Cody Chesnutt (2006)
- Heard 'Em Say - Kanye West (2005)
- The Denial Twist - The White Stripes (2005)
- Light and Day - The Polyphonic Spree (2004)
- Winning Days - The Vines (2004)
- Mad World - Gary Jules (2004)
- Ride - The Vines (2004)
- Walkie Talkie Man - Steriogram (2004)
- I Wonder - The Willowz (2004)
- The Hardest Button to Button - The White Stripes (2003)
- Come Into My World - Kylie Minogue (2002)
- A l'envers à l'endroit - Noir Désir (2002)
- Dead Leaves and the Dirty Ground - The White Stripes (2002)
- Fell in Love with a Girl - The White Stripes (2002)
- Star Guitar - The Chemical Brothers (2001)
- Knives Out - Radiohead (2001)
- Mad World - Michael Andrews a Gary Jules (2001)
- Let Forever Be - The Chemical Brothers (1999)
- Gimme Shelter - The Rolling Stones (1998)
- Another One Bites the Dust - Wyclef Jean (1998)
- Music Sounds Better With You - Stardust (1998)
- Bachelorette - Björk (1997)
- Deadweight - Beck (1997)
- Jóga - Björk (1997)
- Everlong - Foo Fighters (1997)
- A Change Would Do You Good - Sheryl Crow (1997)
- Around the World - Daft Punk (1997)
- Feel It - Neneh Cherry (1997)
- Sugar Water - Cibo Matto (1996)
- Hyper-Ballad - Björk (1996)
- Like a Rolling Stone - The Rolling Stones (1995)
- Isobel - Björk (1995)
- Protection - Massive Attack (1995)
- High Head Blues - Black Crowes (1995)
- Army of Me - Björk (1995)
- Fire On Babylon - Sinéad O'Connor (1994)
- Lucas With the Lid Off - Lucas Secon (1994)
- Little Star - Stina Nordenstam (1994)
- This is it (Your Soul) - Hothouse Flowers (1993)
- It's Too Real (Big Scary Animal) - Belinda Carlisle (1993)
- Human Behaviour - Björk (1993)
- Believe - Lenny Kravitz (1993)
- She Kissed Me - Terence Trent D'Arby (1993)
- Voila, Voila, Qu'ça r'Commence - Rachid Taha (1993)
- La main parisienne - Malcolm McLaren, featuring Amina (1993)
- Je danse le mia - IAM (1993)
- Snowbound - Donald Fagen (1993)
- La Tour de Pise - Jean-François Coen (1993)
- Hou! Mamma Mia - Les Négresses Vertes (1993)
- Les Jupes - Robert (1992)
- Two Worlds Collide - Inspiral Carpets (1992)
- Close But No Cigar - Thomas Dolby (1992)
- Paradoxal Système - Laurent Voulzy (1992)
- La Ville - Oui Oui (1992)
- How the West Was Won - Energy Orchard (1992)
- Les Voyages Immobiles - Étienne Daho (1992)
- Blow Me Down - Mark Curry (1992)
- Comme un ange (qui pleure) - Les Wampas (1992)
- Dad, laisse-moi conduire la Cad - Peter Kitsch (1991)
- La normalité - Les Objects (1991)
- Sarah - Les Objects (1991)
- Ma Maison - Oui Oui (1990)
- Queen for a Day - The Life of Riley (1989)
- Tu rimes avec mon cœur - Original MC (1989)
- Les Cailloux - Oui Oui (1989)
- Il y a ceux - L'Affaire Louis' Trio (1989)
- Queen for a Day - The Life of Riley (1989)
- Dô, l'enfant d'eau - Jean-Luc Lahaye (1988)
- Bolide - Oui Oui (1988)
- Un Joyeux Noël - Oui Oui (1988)
- Junior Et Sa Voix D'Or - Oui Oui (1988)

### Televizní reklamy
- Nespresso – kampaň The Boutique v roce 2006, s Georgem Clooneym
- Air France – reklamy Le passage (1999), Le Nuage (2002) ; obě dvě s písní Asleep from day od The Chemical Brothers
- Levi's – Mermaids (1996), Drugstore (1996), Bellybutton (2001), Swap (2002)
- Nike – The Long, Long Run (1999), Leo (2000)
- série reklam pro společnosti Gap, Smirnoff, Coca-Cola, Adidas a Polaroid
- Gillette – v roce 2013
- Guerlain – kampaň L'Homme Idéal v roce 2014

### Televize
- Jazzmosphère, první díl animovaného seriálu, který spolu s ním vytvořil Jean-Louis Bompoint v roce 1989
- Flight of the Conchords, televizní seriál (2. série 5. epizoda: Unnatural Love) v roce 2009

## Další díla

### Alba skupinyOui Oui
- Chacun tout le monde (1989)
- Formidable (1992)

### Publikace
- Michel's notes from the throne – ilustrovaná rulička toaletního papíru, vydáno v roce 2009
- My New New York Diary – s Julie Doucet, komiks a dokumentární DVD o quebecké umělkyni, vydáno v roce 2010
- We lost the war but not the battle – komiks
- On a perdu la guerre mais pas la bataille – francouzský překlad, vydáno v roce 2011

## Ocenění a nominace

### Ocenění
| Rok  | Ocenění                                              | Kategorie                                | Práce                         |
| ---- | ---------------------------------------------------- | ---------------------------------------- | ----------------------------- |
| 1998 | Mezinárodní filmový festival Cork                    | cena poroty za nejlepší černobílý film   | La Lettre                     |
| 1999 | Mezinárodní festival krátkých filmů v Oberhausenu    | cena festivalu                           | La Lettre                     |
| 2004 | Washington D.C. Area Film Critics Association Awards | nejlepší režie                           | Věčný svit neposkvrněné mysli |
| 2004 | Toronto Film Critics Association Awards              | nejlepší režie                           | Věčný svit neposkvrněné mysli |
| 2004 | Gotham Independent Film Awards                       | cena festivalu                           | Věčný svit neposkvrněné mysli |
| 2004 | Festival amerického filmu v Deauville                | cena publika                             | Věčný svit neposkvrněné mysli |
| 2004 | Mezinárodní filmový festival v Flandre-Gand          | cena mladého publika                     | Věčný svit neposkvrněné mysli |
| 2005 | Oscar                                                | nejlepší původní scénář                  | Věčný svit neposkvrněné mysli |
| 2005 | Writers Guild of America                             | nejlepší původní scénář                  | Věčný svit neposkvrněné mysli |
| 2005 | Cena Brama Stokera                                   | nejlepší původní scénář                  | Věčný svit neposkvrněné mysli |
| 2005 | Online Film Critics Society Awards                   | nejlepší režie a nejlepší původní scénář | Věčný svit neposkvrněné mysli |
| 2006 | Mezinárodní filmový festival Catalogne-Sitges        | cena publika                             | Nauka o snech                 |
| 2008 | Mezinárodní filmový festival Neuchâtel               | cena poroty a mladých diváků             | Tokio!                        |

### Nominace
| Rok  | Ocenění                                       | Kategorie                 | Práce                         |
| ---- | --------------------------------------------- | ------------------------- | ----------------------------- |
| 2004 | Gotham Independent Film Awards                | nejlepší film             | Věčný svit neposkvrněné mysli |
| 2005 | Cena Saturn                                   | nejlepší režie            | Věčný svit neposkvrněné mysli |
| 2005 | Cena BAFTA                                    | nejlepší režie            | Věčný svit neposkvrněné mysli |
| 2005 | Empire Awards                                 | nejlepší režie            | Věčný svit neposkvrněné mysli |
| 2005 | Bodil                                         | nejlepší americký film    | Věčný svit neposkvrněné mysli |
| 2005 | Český lev                                     | nejlepší cizojazyčný film | Věčný svit neposkvrněné mysli |
| 2005 | César                                         | nejlepší cizojazyčný film | Věčný svit neposkvrněné mysli |
| 2005 | London Film Critics Circle Awards             | režisér roku              | Věčný svit neposkvrněné mysli |
| 2006 | Mezinárodní filmový festival Catalogne-Sitges | nejlepší film             | Nauka o snech                 |
| 2008 | Mezinárodní filmový festival Catalogne-Sitges | nejlepší film             | Tokio!                        |